# Ей Ти Си
Ей Ти Си (на английски: ATC), е германска поп група, въпреки че четиримата и членове идват от различни страни – Джоузеф „Джоуи“ Мъри от Нова Зеландия, Сара Егълстоун от Австралия, Ливио Салви от Италия и Трейси Елизабет Пакхам от Великобритания. Групата е активна в периода от 1999 до 2003 г., а през 2000 г. издават най-успешния си сингъл „Around the World (La La La La La)“. Имат издадени два албума „Planet Pop“ и „Touch the Sky“.

## Дискография

### Студийни албуми
- „Planet Pop“ (2001)
- „Touch the Sky“ (2003)

### Сингли
- „Around the World (La La La La La)“ (2000)
- „My Heart Beats Like a Drum (Dum Dum Dum)“ (2000)
- „Why Oh Why“ (2000)
- „Thinking of You“ (2000)
- „I'm In Heaven (When You Kiss Me)“ (2001)
- „Call on Me“ (2001)
- „Set Me Free“ (2002)
- „New York City“ (2003)